# Guillermo León Valencia
Guillermo León Valencia Muñoz (27 avril 1909 - 4 novembre 1971) est un avocat, journaliste et homme politique colombien.

## Biographie
Membre du Parti conservateur colombien, il est président de la République du 7 août 1962 au 7 août 1966. Durant son mandat, le deuxième de la période du Front national, il a été apprécié comme un homme tolérant et de bonne volonté qui a gouverné dans un esprit d'unité avec le Parti libéral. Il s'est également signalé par des gaffes, notamment quand il a accueilli le général de Gaulle à Bogota d'un retentissant Viva España.